# Martín Calderón
Martín Manuel Calderón Gómez (Jerez de la Frontera, 1 de marzo de 1999), más conocido como Martín Calderón, es un futbolista español que juega de centrocampista en el Inter Club d'Escaldes de la Primera División de Andorra.

## Trayectoria
Martín Calderón debutó como profesional en el Real Madrid Castilla en 2018, después de haber pasado por los juveniles del Real Madrid. Con el Castilla disputó 25 partidos en la temporada 2018-19, y 13 en la temporada 2019-20.
En verano de 2020 se marchó cedido al Paços de Ferreira de la Primeira Liga portuguesa.
El 27 de julio de 2021 se hizo oficial su fichaje por el Cádiz Club de Fútbol. Tras media temporada en el conjunto gaditano, en enero de 2022 se marchó al C. D. Mirandés para completarla en calidad de cedido. Durante ese periodo disputó seis partidos, y a finales de agosto fue prestado al R. C. Celta de Vigo "B". Acumuló otra cesión en enero de 2024, esta vez en el Atlético Sanluqueño C. F. A este equipo regresó en el mes de julio una vez desvinculado del Cádiz C. F. Se marchó el siguiente 1 de febrero tras rescindir su contrato.

## Selección nacional
Calderón es internacional con la selección de fútbol sub-19 de España, después de que debutase en 2018.

## Clubes
| Club                               | País     | Año       |
| ---------------------------------- | -------- | --------- |
| Real Madrid Castilla C. F.         | España   | 2018-2021 |
| Paços de Ferreira (cedido)         | Portugal | 2020-2021 |
| Cádiz C. F.                        | España   | 2021-2024 |
| C. D. Mirandés (cedido)            | España   | 2022      |
| R. C. Celta de Vigo "B" (cedido)   | España   | 2022-2023 |
| Atlético Sanluqueño C. F. (cedido) | España   | 2024      |
| Atlético Sanluqueño C. F.          | España   | 2024-2025 |
| Inter Club d'Escaldes              | Andorra  | 2025-     |